# Lutz Stückrath

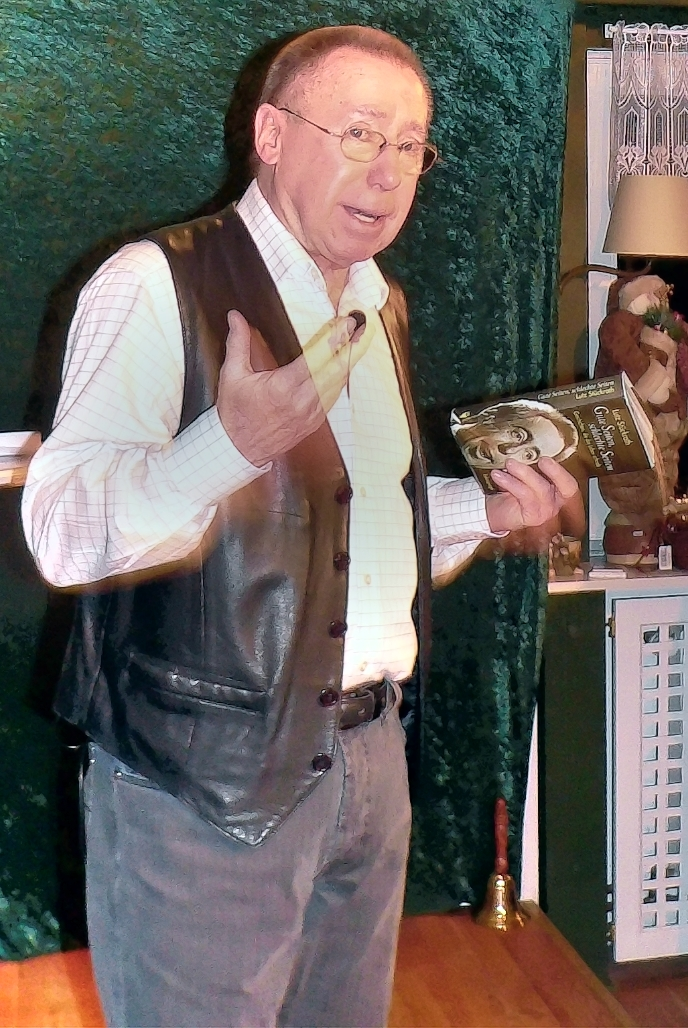
Lutz Stückrath (2008)

Lutz Stückrath (* 30. Juni 1938 in Berlin; † 22. Oktober 2020 ebenda) war ein deutscher Schauspieler, Kabarettist und Autor.

## Leben
Lutz Stückrath erlernte den Beruf des Schlossers und absolvierte von 1961 bis 1965 eine künstlerische Ausbildung an der Theaterhochschule „Ernst Busch“ in Berlin.
Er debütierte 1959 auf der Bühne mit dem Kabarett Die Kneifzange und war dort bis 1966 aktiv. Anschließend wechselte er zur Kabarett-Theater Distel. Weithin bekannt wurde er ab 1972 durch seine Auftritte in der Fernsehsendung Ein Kessel Buntes als Mitglied des Kabarettisten-Trios Die drei Dialektiker mit Horst Köbbert und Manfred Uhlig. Stückrath verkörperte dabei neben dem vorwitzigen Sachsen Uhlig und dem besonnenen Rostocker Köbbert den frechen Berliner. Die Auftritte im „Kessel“ endeten 1977, nachdem die drei Künstler Änderungen ihrer Texte nicht akzeptieren wollten. Stückrath wechselte 1977 von der Distel ins Theater im Palast (TiP). Von 1979 bis 1991 war er freischaffender Kabarettist. Von 1991 bis 1994 war er Mitglied der Stachelschweine, von 2008 bis 2012 der Oderhähne.
Er verkörperte auf der Bühne sowie in Fernseh- und Kinofilmen über 300 Rollen. Zu den bekanntesten Filmen gehören Der Baulöwe (1980 mit Rolf Herricht in der Hauptrolle) und Meine Frau Inge und meine Frau Schmidt (1985). Stückrath war aber auch in ernsten Rollen zu sehen, z. B. in dem Kriegsdrama Erziehung vor Verdun nach Arnold Zweig (1973). Nach der Wende spielte der Berliner in vielen Fernsehserien wie Der Landarzt oder In aller Freundschaft mit. Stückraths Markenzeichen war seine Bürstenfrisur.
Lutz Stückrath lebte im Berliner Ortsteil Rahnsdorf. Er starb im Oktober 2020 in Berlin an den Folgen einer Krebserkrankung. Er fand seine letzte Ruhestätte auf dem Friedhof Rahnsdorf.

## Filmografie
- 1968: Blaulicht, Folge: Leichenfund im Jagen 14 (Fernsehserie)
- 1969: Seine Hoheit – Genosse Prinz
- 1971: KLK an PTX – Die Rote Kapelle
- 1971: Abseits: t.b. und die Autos (Kurzfilm)
- 1972: Abseits: t.b. und seine Leute (Kurzfilm)
- 1972: Abseits: t.b. und sein Besuch (Kurzfilm)
- 1972: Abseits: t.b. und die Frauen (Kurzfilm)
- 1972: Abseits: t.b. und seine Tochter (Kurzfilm)
- 1973: Abseits: t.b. und das runde Leder (Kurzfilm)
- 1973: Abseits: Bremsers machen Urlaub (Kurzfilm)
- 1973: Erziehung vor Verdun (Fernsehfilm)
- 1974: Die Patentante (Fernsehfilm)
- 1974: Abseits: t.b. als Künstler
- 1975: Abseits: t.b. als Kellner (Kurzfilm)
- 1976: Nelken in Aspik
- 1977: DEFA Disko 77
- 1979: Verlobung in Hullerbusch (Fernsehfilm)
- 1980: Der Baulöwe
- 1980: Polizeiruf 110: In einer Sekunde (Fernsehserie)
- 1981: Asta, mein Engelchen
- 1981: Polizeiruf 110: Auftrag per Post (Fernsehserie)
- 1985: Meine Frau Inge und meine Frau Schmidt
- 1985: Suche Mann für meine Mutter (Fernsehfilm)
- 1987: Tumult bei Wernickes (Fernsehfilm)
- 1987: Der Bremsklotz
- 1987: Kiezgeschichten (Fernsehserie)
- 1989: Späte Ankunft (Fernseh-Zweiteiler)
- 1989: Polizeiruf 110: Mitternachtsfall (Fernsehreihe)
- 1990: Kartoffeln mit Stippe (Fernsehfilm)
- 1990: Die Wicherts von nebenan (Fernsehserie, 1 Folge)
- 1991: Viel Rummel um einen Skooter
- 1991: Bronsteins Kinder
- 1992: Der Landarzt, Folge: Die Erpressung (Fernsehserie)
- 1992: Die Tigerin
- 1993: Immer wieder Sonntag, Folge: Das liebe Geld (Fernsehserie)
- 1994: Elbflorenz (Fernsehserie)
- 1996: Mona M. – Mit den Waffen einer Frau, Folge: Heiße Wäsche (Fernsehserie)
- 1997: Frauenarzt Dr. Markus Merthin (Fernsehserie, 6 Folgen)
- 1997–2004: Unser Charly (Fernsehserie, 5 Folgen)
- 1998: Am liebsten Marlene, Folge: Das schönste Geschenk (Fernsehserie)
- 1999: Die Straßen von Berlin, Folge: CQ 371 (Fernsehserie)
- 2000: 008 – Agent wider Wille (Fernsehfilm)
- 2000: In aller Freundschaft (Fernsehserie, 1 Folge)
- 2000: Streit um drei (Fernsehserie, 1 Folge)
- 2002: Im Visier der Zielfahnder, Folge: Jagdsaison (Fernsehserie)
- 2004: Der Blindgänger (Kurzfilm)
- 2005: Küstenwache, Folge: Das Erbe des Matrosen (Fernsehserie)

## Theater und Bühne
- 1964–1966 Kabarett Die Kneifzange, ca. 5 Programme
- 1966–1977 Kabarett-Theater Distel, ca. 12 Programme
- 1977–1979 Theater im Palast (TiP): König in Viola vor dem Tor
- 1979–2004 freischaffender Solo-Kabarettist mit zahlreichen abendfüllenden Programmen
- 1991–1994 Die Stachelschweine, 2 Programme
- 2006 Zunder gibt es immer wieder
- 2007 Gute Seiten, schlechte Seiten